# Deirdre Hargey
Deirdre Hargey (Belfast, 1980) è una politica irlandese, ministra per le comunità all'interno dell'esecutivo dell'Irlanda del Nord ed ex sindaco di Belfast, che è stata cooptata nell'Assemblea in sostituzione di Máirtín Ó Muilleoir. È stata nominata ministro per le comunità l'11 gennaio 2020. Il 15 giugno 2020, Carál Ní Chuilín l'ha sostituita temporaneamente come ministro, a causa delle sue condizioni di salute.